# Jan Pieter Brueghel

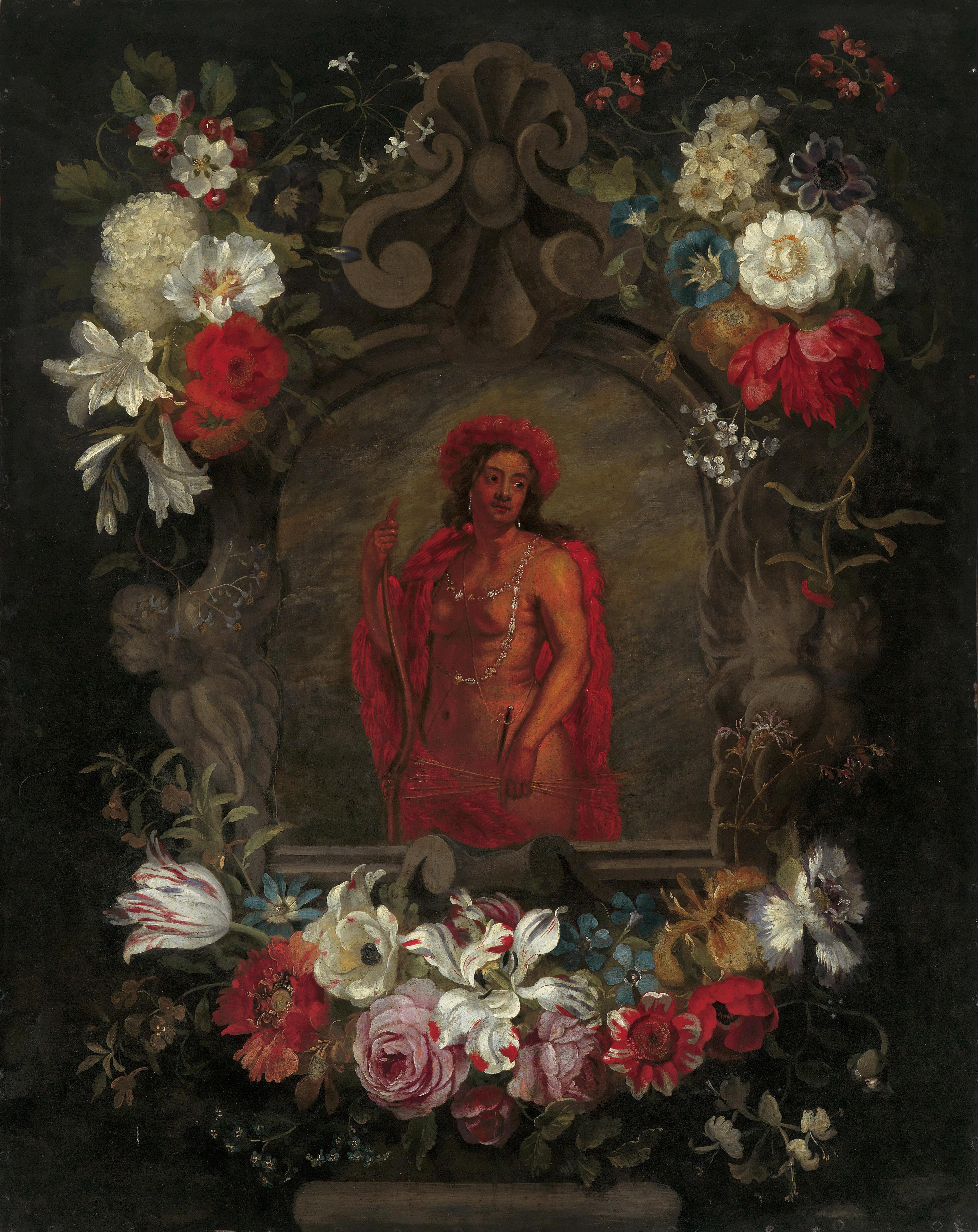
Kartuš s personifikací Ameriky, obklopená květinami (Cartouche with a personification of America, surrounded by flowers)

Jan Pieter Brueghel nebo Jan Pieter Breughel (pokřtěn 29. srpna 1628–1664) byl vlámský barokní malíř specializující se na květinová zátiší.

## Životopis
Jan Pieter Brueghel se narodil v Antverpách. Byl synem Jana Brueghela mladšího a Anny-Maria Janssens. V roce 1645 vstoupil do antverpského uměleckého sdružení cechu Sv. Lukáše jako wijnmeester (majitel vína). Proslavil se především svými girlandovými obrazy, na kterých spolupracoval s dalšími malíři, jako byl Erasmus Quellinus II, který pracoval na kartuších, zatímco Brueghel maloval květinové girlandy. Jan Pieter Brueghel zemřel v Itálii po roce 1664.

## Rodokmen
|  |  |                                   |                                   |                                   |                                   | Pieter Bruegel starší(1525/1530–1569) |                                   |                                |                                |                                |                                |                                |                                |                                |                                |                                |                                |                                |                                |                                |                                |                                |                                |                                                 |                                                 |                                                 |                                                 |                                                 |                                                 |  |  |                                                    |                                                    |                                                    |                                                    |                                                    |                                                    |
|  |  |                                   |                                   |                                   |                                   |                                       |                                   |                                |                                |                                |                                |                                |                                |                                |                                |                                |                                |                                |                                |                                |                                |                                |                                |                                                 |                                                 |                                                 |                                                 |                                                 |                                                 |  |  |                                                    |                                                    |                                                    |                                                    |                                                    |                                                    |
|  |  |                                   |                                   |                                   |                                   |                                       |                                   |                                |                                |                                |                                |                                |                                |                                |                                |                                |                                |                                |                                |                                |                                |                                |                                |                                                 |                                                 |                                                 |                                                 |                                                 |                                                 |  |  |                                                    |                                                    |                                                    |                                                    |                                                    |                                                    |
|  |  |                                   |                                   |                                   |                                   |                                       |                                   |                                |                                |                                |                                |                                |                                |                                |                                |                                |                                |                                |                                |                                |                                |                                |                                |                                                 |                                                 |                                                 |                                                 |                                                 |                                                 |  |  |                                                    |                                                    |                                                    |                                                    |                                                    |                                                    |
|  |  | Pieter Brueghel mladší(1564–1638) | Pieter Brueghel mladší(1564–1638) | Pieter Brueghel mladší(1564–1638) | Pieter Brueghel mladší(1564–1638) | Pieter Brueghel mladší(1564–1638)     | Pieter Brueghel mladší(1564–1638) |                                |                                | Jan Brueghel starší(1568–1625) | Jan Brueghel starší(1568–1625) | Jan Brueghel starší(1568–1625) | Jan Brueghel starší(1568–1625) | Jan Brueghel starší(1568–1625) | Jan Brueghel starší(1568–1625) |                                |                                |                                |                                |                                |                                |                                |                                |                                                 |                                                 |                                                 |                                                 |                                                 |                                                 |  |  |                                                    |                                                    |                                                    |                                                    |                                                    |                                                    |
|  |  | Pieter Brueghel mladší(1564–1638) | Pieter Brueghel mladší(1564–1638) | Pieter Brueghel mladší(1564–1638) | Pieter Brueghel mladší(1564–1638) | Pieter Brueghel mladší(1564–1638)     | Pieter Brueghel mladší(1564–1638) |                                |                                | Jan Brueghel starší(1568–1625) | Jan Brueghel starší(1568–1625) | Jan Brueghel starší(1568–1625) | Jan Brueghel starší(1568–1625) | Jan Brueghel starší(1568–1625) | Jan Brueghel starší(1568–1625) |                                |                                |                                |                                |                                |                                |                                |                                |                                                 |                                                 |                                                 |                                                 |                                                 |                                                 |  |  |                                                    |                                                    |                                                    |                                                    |                                                    |                                                    |
|  |  |                                   |                                   |                                   |                                   |                                       |                                   |                                |                                |                                |                                |                                |                                |                                |                                |                                |                                |                                |                                |                                |                                |                                |                                |                                                 |                                                 |                                                 |                                                 |                                                 |                                                 |  |  |                                                    |                                                    |                                                    |                                                    |                                                    |                                                    |
|  |  |                                   |                                   |                                   |                                   |                                       |                                   |                                |                                |                                |                                |                                |                                |                                |                                |                                |                                |                                |                                |                                |                                |                                |                                |                                                 |                                                 |                                                 |                                                 |                                                 |                                                 |  |  |                                                    |                                                    |                                                    |                                                    |                                                    |                                                    |
|  |  |                                   |                                   |                                   |                                   |                                       |                                   | Ambrosius Brueghel(1617–1675)  | Ambrosius Brueghel(1617–1675)  | Ambrosius Brueghel(1617–1675)  | Ambrosius Brueghel(1617–1675)  | Ambrosius Brueghel(1617–1675)  | Ambrosius Brueghel(1617–1675)  |                                |                                | Jan Brueghel mladší(1601–1671) | Jan Brueghel mladší(1601–1671) | Jan Brueghel mladší(1601–1671) | Jan Brueghel mladší(1601–1671) | Jan Brueghel mladší(1601–1671) | Jan Brueghel mladší(1601–1671) |                                |                                | Anna Brueghel x David Teniers mladší(1610–1690) | Anna Brueghel x David Teniers mladší(1610–1690) | Anna Brueghel x David Teniers mladší(1610–1690) | Anna Brueghel x David Teniers mladší(1610–1690) | Anna Brueghel x David Teniers mladší(1610–1690) | Anna Brueghel x David Teniers mladší(1610–1690) |  |  | Paschasia Brueghel x Hieronymous van Kessel starší | Paschasia Brueghel x Hieronymous van Kessel starší | Paschasia Brueghel x Hieronymous van Kessel starší | Paschasia Brueghel x Hieronymous van Kessel starší | Paschasia Brueghel x Hieronymous van Kessel starší | Paschasia Brueghel x Hieronymous van Kessel starší |
|  |  |                                   |                                   |                                   |                                   |                                       |                                   | Ambrosius Brueghel(1617–1675)  | Ambrosius Brueghel(1617–1675)  | Ambrosius Brueghel(1617–1675)  | Ambrosius Brueghel(1617–1675)  | Ambrosius Brueghel(1617–1675)  | Ambrosius Brueghel(1617–1675)  |                                |                                | Jan Brueghel mladší(1601–1671) | Jan Brueghel mladší(1601–1671) | Jan Brueghel mladší(1601–1671) | Jan Brueghel mladší(1601–1671) | Jan Brueghel mladší(1601–1671) | Jan Brueghel mladší(1601–1671) |                                |                                | Anna Brueghel x David Teniers mladší(1610–1690) | Anna Brueghel x David Teniers mladší(1610–1690) | Anna Brueghel x David Teniers mladší(1610–1690) | Anna Brueghel x David Teniers mladší(1610–1690) | Anna Brueghel x David Teniers mladší(1610–1690) | Anna Brueghel x David Teniers mladší(1610–1690) |  |  | Paschasia Brueghel x Hieronymous van Kessel starší | Paschasia Brueghel x Hieronymous van Kessel starší | Paschasia Brueghel x Hieronymous van Kessel starší | Paschasia Brueghel x Hieronymous van Kessel starší | Paschasia Brueghel x Hieronymous van Kessel starší | Paschasia Brueghel x Hieronymous van Kessel starší |
|  |  |                                   |                                   |                                   |                                   |                                       |                                   |                                |                                |                                |                                |                                |                                |                                |                                |                                |                                |                                |                                |                                |                                |                                |                                |                                                 |                                                 |                                                 |                                                 |                                                 |                                                 |  |  |                                                    |                                                    |                                                    |                                                    |                                                    |                                                    |
|  |  |                                   |                                   |                                   |                                   |                                       |                                   |                                |                                |                                |                                |                                |                                |                                |                                |                                |                                |                                |                                |                                |                                |                                |                                |                                                 |                                                 |                                                 |                                                 |                                                 |                                                 |  |  |                                                    |                                                    |                                                    |                                                    |                                                    |                                                    |
|  |  |                                   |                                   |                                   |                                   | Jan Pieter Brueghel(1628–1664)        | Jan Pieter Brueghel(1628–1664)    | Jan Pieter Brueghel(1628–1664) | Jan Pieter Brueghel(1628–1664) | Jan Pieter Brueghel(1628–1664) | Jan Pieter Brueghel(1628–1664) |                                |                                | Abraham Brueghel(1631–1690)    | Abraham Brueghel(1631–1690)    | Abraham Brueghel(1631–1690)    | Abraham Brueghel(1631–1690)    | Abraham Brueghel(1631–1690)    | Abraham Brueghel(1631–1690)    |                                |                                | Jan Baptist Brueghel(1647–1719 | Jan Baptist Brueghel(1647–1719 | Jan Baptist Brueghel(1647–1719                  | Jan Baptist Brueghel(1647–1719                  | Jan Baptist Brueghel(1647–1719                  | Jan Baptist Brueghel(1647–1719                  |                                                 |                                                 |  |  | Jan van Kessel starší(1626–1679)                   | Jan van Kessel starší(1626–1679)                   | Jan van Kessel starší(1626–1679)                   | Jan van Kessel starší(1626–1679)                   | Jan van Kessel starší(1626–1679)                   | Jan van Kessel starší(1626–1679)                   |
|  |  |                                   |                                   |                                   |                                   | Jan Pieter Brueghel(1628–1664)        | Jan Pieter Brueghel(1628–1664)    | Jan Pieter Brueghel(1628–1664) | Jan Pieter Brueghel(1628–1664) | Jan Pieter Brueghel(1628–1664) | Jan Pieter Brueghel(1628–1664) |                                |                                | Abraham Brueghel(1631–1690)    | Abraham Brueghel(1631–1690)    | Abraham Brueghel(1631–1690)    | Abraham Brueghel(1631–1690)    | Abraham Brueghel(1631–1690)    | Abraham Brueghel(1631–1690)    |                                |                                | Jan Baptist Brueghel(1647–1719 | Jan Baptist Brueghel(1647–1719 | Jan Baptist Brueghel(1647–1719                  | Jan Baptist Brueghel(1647–1719                  | Jan Baptist Brueghel(1647–1719                  | Jan Baptist Brueghel(1647–1719                  |                                                 |                                                 |  |  | Jan van Kessel starší(1626–1679)                   | Jan van Kessel starší(1626–1679)                   | Jan van Kessel starší(1626–1679)                   | Jan van Kessel starší(1626–1679)                   | Jan van Kessel starší(1626–1679)                   | Jan van Kessel starší(1626–1679)                   |